# Tour de La Provence 2024
Tour de La Provence 2024 var den 8. udgave af det franske etapeløb Tour de La Provence. Cykelløbets prolog og tre etaper blev kørt over 495,5 km fra 8. til 11. februar 2024 med start i Marseille og mål i Arles. Løbet var en del af UCI Europe Tour 2024.
Efter at have vunder løbets prolog og de to første etaper, blev danske Mads Pedersen fra Lidl-Trek en sikker vinder af det samlede klassement. 

## Etaperne
| Etape    | Dato     | Start – Mål                 | type          | Afstand (km) | Elevation (m) | Etapevinder      | Førende rytter |
| -------- | -------- | --------------------------- | ------------- | ------------ | ------------- | ---------------- | -------------- |
| Prolog   | 8. feb.  | Marseille – Marseille       | prolog        | 5            | 20 m          | Mads Pedersen    | Mads Pedersen  |
| 1. etape | 9. feb.  | Aix-en-Provence – Martigues | flad etape    | 157,2        | 1.440 m       | Mads Pedersen    | Mads Pedersen  |
| 2. etape | 10. feb. | Forcalquier – Manosque      | kuperet etape | 165          | 2.411 m       | Mads Pedersen    | Mads Pedersen  |
| 3. etape | 11. feb. | Rognac – Arles              | flad etape    | 183,2        | 606 m         | Tom Van Asbroeck | Mads Pedersen  |

### Prolog
| Marseille - Marseille | prolog | (5 km) |

| \| Etaperesultat \| Etaperesultat \| Etaperesultat \| Etaperesultat \| Etaperesultat \| \| Rytter \| Rytter \| Hold \| Tid \| \| \| ------------- \| ---------------- \| --------------------------- \| ------------- \| ------------- \| \| 1. \| Mads Pedersen \| Lidl-Trek \| 5' 20" \| \| \| 2. \| Jakob Söderqvist \| Lidl-Trek \| + 6" \| \| \| 3. \| Samuel Watson \| Groupama-FDJ \| + 10" \| \| \| 4. \| Bruno Armirail \| Decathlon-AG2R La Mondiale \| + 11" \| \| \| 5. \| Jérémy Cabot \| Saint Michel-Mavic-Auber 93 \| + 12" \| \| \| 6. \| Damien Touzé \| Decathlon-AG2R La Mondiale \| + 12" \| \| \| 7. \| Sam Bennett \| Decathlon-AG2R La Mondiale \| + 12" \| \| \| 8. \| Alex Kirsch \| Lidl-Trek \| + 12" \| \| \| 9. \| Ewen Costiou \| Arkéa-B&B Hotels \| + 13" \| \| \| 10. \| Dorian Godon \| Decathlon-AG2R La Mondiale \| + 14" \| \| |                  |                             |        |
| |                  |                             |        |
| Kilde: ProCyclingStats |                  |                             |        |
| Etaperesultat |                  |                             |        |
| Rytter | Rytter           | Hold                        | Tid    |
| 1. | Mads Pedersen    | Lidl-Trek                   | 5' 20" |
| 2. | Jakob Söderqvist | Lidl-Trek                   | + 6"   |
| 3. | Samuel Watson    | Groupama-FDJ                | + 10"  |
| 4. | Bruno Armirail   | Decathlon-AG2R La Mondiale  | + 11"  |
| 5. | Jérémy Cabot     | Saint Michel-Mavic-Auber 93 | + 12"  |
| 6. | Damien Touzé     | Decathlon-AG2R La Mondiale  | + 12"  |
| 7. | Sam Bennett      | Decathlon-AG2R La Mondiale  | + 12"  |
| 8. | Alex Kirsch      | Lidl-Trek                   | + 12"  |
| 9. | Ewen Costiou     | Arkéa-B&B Hotels            | + 13"  |
| 10. | Dorian Godon     | Decathlon-AG2R La Mondiale  | + 14"  |

| \| Samlede stilling \| Samlede stilling \| Samlede stilling \| Samlede stilling \| Samlede stilling \| \| Rytter \| Rytter \| Hold \| Tid \| \| \| ---------------- \| ---------------- \| --------------------------- \| ---------------- \| ---------------- \| \| 1. \| Mads Pedersen \| Lidl-Trek \| 5' 20" \| \| \| 2. \| Jakob Söderqvist \| Lidl-Trek \| + 6" \| \| \| 3. \| Samuel Watson \| Groupama-FDJ \| + 10" \| \| \| 4. \| Bruno Armirail \| Decathlon-AG2R La Mondiale \| + 11" \| \| \| 5. \| Jérémy Cabot \| Saint Michel-Mavic-Auber 93 \| + 12" \| \| \| 6. \| Damien Touzé \| Decathlon-AG2R La Mondiale \| + 12" \| \| \| 7. \| Sam Bennett \| Decathlon-AG2R La Mondiale \| + 12" \| \| \| 8. \| Alex Kirsch \| Lidl-Trek \| + 12" \| \| \| 9. \| Ewen Costiou \| Arkéa-B&B Hotels \| + 13" \| \| \| 10. \| Dorian Godon \| Decathlon-AG2R La Mondiale \| + 14" \| \| |                  |                             |        |
| |                  |                             |        |
| Kilde: ProCyclingStats |                  |                             |        |
| Samlede stilling |                  |                             |        |
| Rytter | Rytter           | Hold                        | Tid    |
| 1. | Mads Pedersen    | Lidl-Trek                   | 5' 20" |
| 2. | Jakob Söderqvist | Lidl-Trek                   | + 6"   |
| 3. | Samuel Watson    | Groupama-FDJ                | + 10"  |
| 4. | Bruno Armirail   | Decathlon-AG2R La Mondiale  | + 11"  |
| 5. | Jérémy Cabot     | Saint Michel-Mavic-Auber 93 | + 12"  |
| 6. | Damien Touzé     | Decathlon-AG2R La Mondiale  | + 12"  |
| 7. | Sam Bennett      | Decathlon-AG2R La Mondiale  | + 12"  |
| 8. | Alex Kirsch      | Lidl-Trek                   | + 12"  |
| 9. | Ewen Costiou     | Arkéa-B&B Hotels            | + 13"  |
| 10. | Dorian Godon     | Decathlon-AG2R La Mondiale  | + 14"  |

### 1. etape
| Aix-en-Provence - Martigues | flad etape | (157,2 km) |

- På grund af de ugunstige vejrforhold blev tiderne til den samlede stilling registreret 5 km fra målstregen. Der blev ikke tildelt bonussekunder på målstregen.

| \| Etaperesultat \| Etaperesultat \| Etaperesultat \| Etaperesultat \| Etaperesultat \| \| Rytter \| Rytter \| Hold \| Tid \| \| \| ------------- \| --------------- \| --------------------------- \| ------------- \| ------------- \| \| 1. \| Mads Pedersen \| Lidl-Trek \| 3t 32' 35" \| \| \| 2. \| Axel Zingle \| Cofidis \| + 0" \| \| \| 3. \| Riley Pickrell \| Israel-Premier Tech \| + 0" \| \| \| 4. \| Samuel Watson \| Groupama-FDJ \| + 0" \| \| \| 5. \| Enzo Boulet \| CIC U Nantes Atlantique \| + 0" \| \| \| 6. \| Jérémy Lecroq \| Saint Michel-Mavic-Auber 93 \| + 0" \| \| \| 7. \| Sandy Dujardin \| TotalEnergies \| + 0" \| \| \| 8. \| David Dekker \| Arkéa-B&B Hotels \| + 0" \| \| \| 9. \| Paul Hennequin \| Nice Métropole Côte d'Azur \| + 0" \| \| \| 10. \| Jon Rye-Johnsen \| CIC U Nantes Atlantique \| + 0" \| \| |                 |                             |            |
| |                 |                             |            |
| Kilde: ProCyclingStats |                 |                             |            |
| Etaperesultat |                 |                             |            |
| Rytter | Rytter          | Hold                        | Tid        |
| 1. | Mads Pedersen   | Lidl-Trek                   | 3t 32' 35" |
| 2. | Axel Zingle     | Cofidis                     | + 0"       |
| 3. | Riley Pickrell  | Israel-Premier Tech         | + 0"       |
| 4. | Samuel Watson   | Groupama-FDJ                | + 0"       |
| 5. | Enzo Boulet     | CIC U Nantes Atlantique     | + 0"       |
| 6. | Jérémy Lecroq   | Saint Michel-Mavic-Auber 93 | + 0"       |
| 7. | Sandy Dujardin  | TotalEnergies               | + 0"       |
| 8. | David Dekker    | Arkéa-B&B Hotels            | + 0"       |
| 9. | Paul Hennequin  | Nice Métropole Côte d'Azur  | + 0"       |
| 10. | Jon Rye-Johnsen | CIC U Nantes Atlantique     | + 0"       |

| \| Samlede stilling \| Samlede stilling \| Samlede stilling \| Samlede stilling \| Samlede stilling \| \| Rytter \| Rytter \| Hold \| Tid \| \| \| ---------------- \| ------------------ \| --------------------------- \| ---------------- \| ---------------- \| \| 1. \| Mads Pedersen \| Lidl-Trek \| 3t 37' 54" \| \| \| 2. \| Jakob Söderqvist \| Lidl-Trek \| + 6" \| \| \| 3. \| Samuel Watson \| Groupama-FDJ \| + 11" \| \| \| 4. \| Bruno Armirail \| Decathlon-AG2R La Mondiale \| + 11" \| \| \| 5. \| Riley Sheehan \| Israel-Premier Tech \| + 12" \| \| \| 6. \| Jérémy Cabot \| Saint Michel-Mavic-Auber 93 \| + 12" \| \| \| 7. \| Damien Touzé \| Decathlon-AG2R La Mondiale \| + 12" \| \| \| 8. \| Sam Bennett \| Decathlon-AG2R La Mondiale \| + 12" \| \| \| 9. \| Alex Kirsch \| Lidl-Trek \| + 13" \| \| \| 10. \| Raúl García Pierna \| Arkéa-B&B Hotels \| + 13" \| \| |                    |                             |            |
| |                    |                             |            |
| Kilde: ProCyclingStats |                    |                             |            |
| Samlede stilling |                    |                             |            |
| Rytter | Rytter             | Hold                        | Tid        |
| 1. | Mads Pedersen      | Lidl-Trek                   | 3t 37' 54" |
| 2. | Jakob Söderqvist   | Lidl-Trek                   | + 6"       |
| 3. | Samuel Watson      | Groupama-FDJ                | + 11"      |
| 4. | Bruno Armirail     | Decathlon-AG2R La Mondiale  | + 11"      |
| 5. | Riley Sheehan      | Israel-Premier Tech         | + 12"      |
| 6. | Jérémy Cabot       | Saint Michel-Mavic-Auber 93 | + 12"      |
| 7. | Damien Touzé       | Decathlon-AG2R La Mondiale  | + 12"      |
| 8. | Sam Bennett        | Decathlon-AG2R La Mondiale  | + 12"      |
| 9. | Alex Kirsch        | Lidl-Trek                   | + 13"      |
| 10. | Raúl García Pierna | Arkéa-B&B Hotels            | + 13"      |

### 2. etape
| Forcalquier - Manosque | kuperet etape | (165 km) |

| \| Etaperesultat \| Etaperesultat \| Etaperesultat \| Etaperesultat \| Etaperesultat \| \| Rytter \| Rytter \| Hold \| Tid \| \| \| ------------- \| ------------------- \| --------------------------- \| ------------- \| ------------- \| \| 1. \| Mads Pedersen \| Lidl-Trek \| 4t 04' 19" \| \| \| 2. \| Axel Zingle \| Cofidis \| + 0" \| \| \| 3. \| Clément Champoussin \| Arkéa-B&B Hotels \| + 2" \| \| \| 4. \| Tyler Stites \| Project Echelon Racing \| + 2" \| \| \| 5. \| Alexandre Delettre \| Saint Michel-Mavic-Auber 93 \| + 2" \| \| \| 6. \| Riley Sheehan \| Israel-Premier Tech \| + 2" \| \| \| 7. \| Lorenzo Germani \| Groupama-FDJ \| + 2" \| \| \| 8. \| Bruno Armirail \| Decathlon-AG2R La Mondiale \| + 2" \| \| \| 9. \| Ewen Costiou \| Arkéa-B&B Hotels \| + 2" \| \| \| 10. \| Raúl García Pierna \| Arkéa-B&B Hotels \| + 2" \| \| |                     |                             |            |
| |                     |                             |            |
| Kilde: ProCyclingStats |                     |                             |            |
| Etaperesultat |                     |                             |            |
| Rytter | Rytter              | Hold                        | Tid        |
| 1. | Mads Pedersen       | Lidl-Trek                   | 4t 04' 19" |
| 2. | Axel Zingle         | Cofidis                     | + 0"       |
| 3. | Clément Champoussin | Arkéa-B&B Hotels            | + 2"       |
| 4. | Tyler Stites        | Project Echelon Racing      | + 2"       |
| 5. | Alexandre Delettre  | Saint Michel-Mavic-Auber 93 | + 2"       |
| 6. | Riley Sheehan       | Israel-Premier Tech         | + 2"       |
| 7. | Lorenzo Germani     | Groupama-FDJ                | + 2"       |
| 8. | Bruno Armirail      | Decathlon-AG2R La Mondiale  | + 2"       |
| 9. | Ewen Costiou        | Arkéa-B&B Hotels            | + 2"       |
| 10. | Raúl García Pierna  | Arkéa-B&B Hotels            | + 2"       |

| \| Samlede stilling \| Samlede stilling \| Samlede stilling \| Samlede stilling \| Samlede stilling \| \| Rytter \| Rytter \| Hold \| Tid \| \| \| ---------------- \| ------------------- \| -------------------------- \| ---------------- \| ---------------- \| \| 1. \| Mads Pedersen \| Lidl-Trek \| 7t 42' 02" \| \| \| 2. \| Bruno Armirail \| Decathlon-AG2R La Mondiale \| + 24" \| \| \| 3. \| Ewen Costiou \| Arkéa-B&B Hotels \| + 24" \| \| \| 4. \| Riley Sheehan \| Israel-Premier Tech \| + 25" \| \| \| 5. \| Raúl García Pierna \| Arkéa-B&B Hotels \| + 26" \| \| \| 6. \| Axel Zingle \| Cofidis \| + 30" \| \| \| 7. \| Clément Champoussin \| Arkéa-B&B Hotels \| + 32" \| \| \| 8. \| Lorenzo Germani \| Groupama-FDJ \| + 34" \| \| \| 9. \| Tyler Stites \| Project Echelon Racing \| + 35" \| \| \| 10. \| Marco Frigo \| Israel-Premier Tech \| + 38" \| \| |                     |                            |            |
| |                     |                            |            |
| Kilde: ProCyclingStats |                     |                            |            |
| Samlede stilling |                     |                            |            |
| Rytter | Rytter              | Hold                       | Tid        |
| 1. | Mads Pedersen       | Lidl-Trek                  | 7t 42' 02" |
| 2. | Bruno Armirail      | Decathlon-AG2R La Mondiale | + 24"      |
| 3. | Ewen Costiou        | Arkéa-B&B Hotels           | + 24"      |
| 4. | Riley Sheehan       | Israel-Premier Tech        | + 25"      |
| 5. | Raúl García Pierna  | Arkéa-B&B Hotels           | + 26"      |
| 6. | Axel Zingle         | Cofidis                    | + 30"      |
| 7. | Clément Champoussin | Arkéa-B&B Hotels           | + 32"      |
| 8. | Lorenzo Germani     | Groupama-FDJ               | + 34"      |
| 9. | Tyler Stites        | Project Echelon Racing     | + 35"      |
| 10. | Marco Frigo         | Israel-Premier Tech        | + 38"      |

### 3. etape
| Rognac - Arles | flad etape | (183,2 km) |

| \| Etaperesultat \| Etaperesultat \| Etaperesultat \| Etaperesultat \| Etaperesultat \| \| Rytter \| Rytter \| Hold \| Tid \| \| \| ------------- \| ------------------ \| --------------------------- \| ------------- \| ------------- \| \| 1. \| Tom Van Asbroeck \| Israel-Premier Tech \| 4t 10' 37" \| \| \| 2. \| Sam Bennett \| Decathlon-AG2R La Mondiale \| + 0" \| \| \| 3. \| Axel Zingle \| Cofidis \| + 0" \| \| \| 4. \| Hugo Hofstetter \| Israel-Premier Tech \| + 0" \| \| \| 5. \| Mads Pedersen \| Lidl-Trek \| + 0" \| \| \| 6. \| Jérémy Lecroq \| Saint Michel-Mavic-Auber 93 \| + 0" \| \| \| 7. \| Paul Hennequin \| Nice Métropole Côte d'Azur \| + 0" \| \| \| 8. \| Sandy Dujardin \| TotalEnergies \| + 0" \| \| \| 9. \| Samuel Watson \| Groupama-FDJ \| + 0" \| \| \| 10. \| Raúl García Pierna \| Arkéa-B&B Hotels \| + 0" \| \| |                    |                             |            |
| |                    |                             |            |
| Kilde: ProCyclingStats |                    |                             |            |
| Etaperesultat |                    |                             |            |
| Rytter | Rytter             | Hold                        | Tid        |
| 1. | Tom Van Asbroeck   | Israel-Premier Tech         | 4t 10' 37" |
| 2. | Sam Bennett        | Decathlon-AG2R La Mondiale  | + 0"       |
| 3. | Axel Zingle        | Cofidis                     | + 0"       |
| 4. | Hugo Hofstetter    | Israel-Premier Tech         | + 0"       |
| 5. | Mads Pedersen      | Lidl-Trek                   | + 0"       |
| 6. | Jérémy Lecroq      | Saint Michel-Mavic-Auber 93 | + 0"       |
| 7. | Paul Hennequin     | Nice Métropole Côte d'Azur  | + 0"       |
| 8. | Sandy Dujardin     | TotalEnergies               | + 0"       |
| 9. | Samuel Watson      | Groupama-FDJ                | + 0"       |
| 10. | Raúl García Pierna | Arkéa-B&B Hotels            | + 0"       |

## Trøjernes fordeling gennem løbet
| Etape    |               | Vinder _         | Samlede stilling | Pointtrøje    | Bjergtrøje   | Ungdomstrøje     | Holdkonkurrence            |
| -------- | ------------- | ---------------- | ---------------- | ------------- | ------------ | ---------------- | -------------------------- |
| Prolog   | prolog        | Mads Pedersen    | Mads Pedersen    | Mads Pedersen | ikke uddelt  | Jakob Söderqvist | Lidl-Trek                  |
| 1. etape | flad etape    | Mads Pedersen    | Mads Pedersen    | Mads Pedersen | Kévin Avoine | Jakob Söderqvist | Lidl-Trek                  |
| 2. etape | kuperet etape | Mads Pedersen    | Mads Pedersen    | Mads Pedersen | Marco Frigo  | Ewen Costiou     | Arkéa-B&B Hotels           |
| 3. etape | flad etape    | Tom Van Asbroeck | Mads Pedersen    | Mads Pedersen | Kévin Avoine | Pierre Gautherat | Decathlon-AG2R La Mondiale |
| Samlet   | Samlet        |                  | Mads Pedersen    | Mads Pedersen | Kévin Avoine | Pierre Gautherat | Decathlon-AG2R La Mondiale |

## Resultater

### Samlede stilling
| \| Samlede stilling \| Samlede stilling \| Samlede stilling \| Samlede stilling \| Samlede stilling \| \| Rytter \| Rytter \| Hold \| Tid \| \| \| ---------------- \| ------------------ \| -------------------------- \| ---------------- \| ---------------- \| \| 1. \| Mads Pedersen \| Lidl-Trek \| 11t 52' 36" \| \| \| 2. \| Axel Zingle \| Cofidis \| + 29" \| \| \| 3. \| Raúl García Pierna \| Arkéa-B&B Hotels \| + 29" \| \| \| 4. \| Damien Touzé \| Decathlon-AG2R La Mondiale \| + 1' 36" \| \| \| 5. \| Alex Kirsch \| Lidl-Trek \| + 1' 41" \| \| \| 6. \| Pierre Gautherat \| Decathlon-AG2R La Mondiale \| + 1' 46" \| \| \| 7. \| Alexis Gougeard \| Cofidis \| + 2' 02" \| \| \| 8. \| Jakob Söderqvist \| Lidl-Trek \| + 2' 14" \| \| \| 9. \| Sam Bennett \| Decathlon-AG2R La Mondiale \| + 2' 38" \| \| \| 10. \| Samuel Watson \| Groupama-FDJ \| + 3' 45" \| \| |                    |                            |             |
| |                    |                            |             |
| Kilde: ProCyclingStats |                    |                            |             |
| Samlede stilling |                    |                            |             |
| Rytter | Rytter             | Hold                       | Tid         |
| 1. | Mads Pedersen      | Lidl-Trek                  | 11t 52' 36" |
| 2. | Axel Zingle        | Cofidis                    | + 29"       |
| 3. | Raúl García Pierna | Arkéa-B&B Hotels           | + 29"       |
| 4. | Damien Touzé       | Decathlon-AG2R La Mondiale | + 1' 36"    |
| 5. | Alex Kirsch        | Lidl-Trek                  | + 1' 41"    |
| 6. | Pierre Gautherat   | Decathlon-AG2R La Mondiale | + 1' 46"    |
| 7. | Alexis Gougeard    | Cofidis                    | + 2' 02"    |
| 8. | Jakob Söderqvist   | Lidl-Trek                  | + 2' 14"    |
| 9. | Sam Bennett        | Decathlon-AG2R La Mondiale | + 2' 38"    |
| 10. | Samuel Watson      | Groupama-FDJ               | + 3' 45"    |

### Pointkonkurrencen
| Pointkonkurrence | Pointkonkurrence    | Pointkonkurrence            | Pointkonkurrence | Pointkonkurrence |
| Rytter           | Rytter              | Hold                        | Point            |                  |
| ---------------- | ------------------- | --------------------------- | ---------------- | ---------------- |
| 1.               | Mads Pedersen       | Lidl-Trek                   | 50 point         |                  |
| 2.               | Axel Zingle         | Cofidis                     | 30 point         |                  |
| 3.               | Samuel Watson       | Groupama-FDJ                | 15 point         |                  |
| 4.               | Tom Van Asbroeck    | Israel-Premier Tech         | 10 point         |                  |
| 5.               | Sam Bennett         | Decathlon-AG2R La Mondiale  | 10 point         |                  |
| 6.               | Clément Champoussin | Arkéa-B&B Hotels            | 10 point         |                  |
| 7.               | Tyler Stites        | Project Echelon Racing      | 10 point         |                  |
| 8.               | Jérémy Lecroq       | Saint Michel-Mavic-Auber 93 | 10 point         |                  |
| 9.               | Jakob Söderqvist    | Lidl-Trek                   | 8 point          |                  |
| 10.              | Alexandre Delettre  | Saint Michel-Mavic-Auber 93 | 8 point          |                  |

### Bjergkonkurrencen
| Bjergkonkurrence | Bjergkonkurrence | Bjergkonkurrence           | Bjergkonkurrence | Bjergkonkurrence |
| Rytter           | Rytter           | Hold                       | Point            |                  |
| ---------------- | ---------------- | -------------------------- | ---------------- | ---------------- |
| 1.               | Kévin Avoine     | Van Rysel-Roubaix          | 11 point         |                  |
| 2.               | Kasper Saver     | Philippe Wagner-Bazin      | 9 point          |                  |
| 3.               | Ewen Costiou     | Arkéa-B&B Hotels           | 5 point          |                  |
| 4.               | Alexis Guérin    | Philippe Wagner-Bazin      | 5 point          |                  |
| 5.               | Emmanuel Morin   | Van Rysel-Roubaix          | 4 point          |                  |
| 6.               | Nans Peters      | Decathlon-AG2R La Mondiale | 3 point          |                  |
| 7.               | Mads Pedersen    | Lidl-Trek                  | 2 point          |                  |
| 8.               | Alex Kirsch      | Lidl-Trek                  | 1 point          |                  |
| 9.               | Alexis Gougeard  | Cofidis                    | 1 point          |                  |
| 10.              | Kenny Molly      | Van Rysel-Roubaix          | 1 point          |                  |

### Ungdomskonkurrencen
| Ungdomskonkurrence | Ungdomskonkurrence | Ungdomskonkurrence                | Ungdomskonkurrence | Ungdomskonkurrence |
| Rytter             | Rytter             | Hold                              | Tid                |                    |
| ------------------ | ------------------ | --------------------------------- | ------------------ | ------------------ |
| 1.                 | Pierre Gautherat   | Decathlon-AG2R La Mondiale        | 11t 54' 22"        |                    |
| 2.                 | Jakob Söderqvist   | Lidl-Trek                         | + 28"              |                    |
| 3.                 | Ewen Costiou       | Arkéa-B&B Hotels                  | + 2' 07"           |                    |
| 4.                 | Lorenzo Germani    | Groupama-FDJ                      | + 2' 17"           |                    |
| 5.                 | Eddy Le Huitouze   | Groupama-FDJ                      | + 7' 44"           |                    |
| 6.                 | Thibaut Bernard    | Bingoal WB Devo Team              | + 9' 11"           |                    |
| 7.                 | Paul Hennequin     | Nice Métropole Côte d'Azur        | + 9' 20"           |                    |
| 8.                 | Andrej Remkhe      | Astana Qazaqstan Development Team | + 12' 24"          |                    |
| 9.                 | Giosuè Epis        | Arkéa-B&B Hôtels Continentale     | + 14' 54"          |                    |
| 10.                | Jon Rye-Johnsen    | CIC U Nantes Atlantique           | + 15' 09"          |                    |

### Holdkonkurrencen
| Holdkonkurrence | Holdkonkurrence             | Holdkonkurrence | Holdkonkurrence |
| Hold            | Hold                        | Tid             |                 |
| --------------- | --------------------------- | --------------- | --------------- |
| 1.              | Decathlon-AG2R La Mondiale  | 35t 41' 20"     |                 |
| 2.              | Lidl-Trek                   | + 26"           |                 |
| 3.              | Cofidis                     | + 3' 13"        |                 |
| 4.              | Arkéa-B&B Hotels            | + 4' 54"        |                 |
| 5.              | Israel-Premier Tech         | + 5' 05"        |                 |
| 6.              | Groupama-FDJ                | + 7' 00"        |                 |
| 7.              | Saint Michel-Mavic-Auber 93 | + 11' 10"       |                 |
| 8.              | Van Rysel-Roubaix           | + 11' 56"       |                 |
| 9.              | TotalEnergies               | + 19' 38"       |                 |
| 10.             | Philippe Wagner-Bazin       | + 30' 26"       |                 |

## Hold og ryttere
| UCI WorldTeams (5)- Arkéa-B&B Hotels - Cofidis - Decathlon-AG2R La Mondiale - Groupama-FDJ - Lidl-Trek UCI ProTeams (4)- Bingoal WB - Israel-Premier Tech - Corratec-Vini Fantini - TotalEnergies UCI Kontinentalhold (8)- Astana Qazaqstan Development Team - Beltrami TSA-Tre Colli - CIC U Nantes Atlantique - Nice Métropole Côte d'Azur - Philippe Wagner-Bazin - Project Echelon Racing - Saint Michel-Mavic-Auber 93 - Van Rysel-Roubaix |
| |

### Danske ryttere
| Danske ryttere på startlisten |                 |            |           |
| Rygnummer                     | Rytter          | Hold       | Placering |
| 32                            | Alexander Salby | Bingoal WB | 50        |
| 111                           | Mads Pedersen   | Lidl-Trek  | 1         |

* DNF = gennemførte ikke

### Startliste
| Decathlon-AG2R La Mondiale DAT | Decathlon-AG2R La Mondiale DAT | Decathlon-AG2R La Mondiale DAT |
| ------------------------------ | ------------------------------ | ------------------------------ |
| Nr.                            | Rytter                         | Placering                      |
| 1                              | Sam Bennett (IRL)              | 9.                             |
| 2                              | Bruno Armirail (FRA)           | DNS-3                          |
| 3                              | Nans Peters (FRA)              | 20.                            |
| 4                              | Dorian Godon (FRA)             | 19.                            |
| 5                              | Pierre Gautherat (FRA)         | 6.                             |
| 6                              | Larry Warbasse (USA)           | 18.                            |
| 7                              | Damien Touzé (FRA)             | 4.                             |

| Cofidis COF | Cofidis COF            | Cofidis COF |
| ----------- | ---------------------- | ----------- |
| Nr.         | Rytter                 | Placering   |
| 11          | Axel Zingle (FRA)      | 2.          |
| 12          | Thomas Champion (FRA)  | 32.         |
| 13          | Christophe Noppe (BEL) | 28.         |
| 14          | Oliver Knight (GBR)    | DNF-1       |
| 15          | Alexis Gougeard (FRA)  | 7.          |
| 16          | Harrison Wood (GBR)    | DNS-0       |
| 17          | Ludovic Robeet (BEL)   | DNF-3       |

| Groupama-FDJ GFC | Groupama-FDJ GFC        | Groupama-FDJ GFC |
| ---------------- | ----------------------- | ---------------- |
| Nr.              | Rytter                  | Placering        |
| 21               | Sven Erik Bystrøm (NOR) | 16.              |
| 22               | Rémy Rochas (FRA)       | DNF-3            |
| 23               | Samuel Watson (GBR)     | 10.              |
| 24               | Lorenzo Germani (ITA)   | 14.              |
| 25               | Eddy Le Huitouze (FRA)  | 29.              |
| 26               | Matthew Walls (GBR)     | 58.              |
| 27               | Lars van den Berg (NED) | 22.              |

| Bingoal WB BWB | Bingoal WB BWB             | Bingoal WB BWB |
| -------------- | -------------------------- | -------------- |
| Nr.            | Rytter                     | Placering      |
| 31             | Nathan Vandepitte (FRA)    | DNF-3          |
| 32             | Alexander Salby (DEN)      | 50.            |
| 33             | Jelle Vermoote (BEL)       | DNF-3          |
| 34             | Sébastien van Poppel (BEL) | DNF-1          |
| 35             | Tom Portsmouth (GBR)       | 62.            |
| 36             | Thibaut Bernard (BEL)      | 37.            |
| 37             | Luca De Meester (BEL)      | DNF-3          |

| CIC U Nantes Atlantique UCN | CIC U Nantes Atlantique UCN | CIC U Nantes Atlantique UCN |
| --------------------------- | --------------------------- | --------------------------- |
| Nr.                         | Rytter                      | Placering                   |
| 41                          | Artus Jaladeau (FRA)        | DNF-2                       |
| 42                          | Enzo Boulet (FRA)           | DNS-3                       |
| 43                          | Enzo Briand (FRA)           | DNF-3                       |
| 44                          | Antoine Hue (FRA)           | DNF-2                       |
| 45                          | Maël Guégan (FRA)           | 31.                         |
| 46                          | Robin Plamondon (CAN)       | 34.                         |
| 47                          | Jon Rye-Johnsen (NOR)       | 51.                         |

| Arkéa-B&B Hotels ARK | Arkéa-B&B Hotels ARK      | Arkéa-B&B Hotels ARK |
| -------------------- | ------------------------- | -------------------- |
| Nr.                  | Rytter                    | Placering            |
| 51                   | Clément Champoussin (FRA) | 13.                  |
| 52                   | Ewen Costiou (FRA)        | 12.                  |
| 53                   | David Dekker (NED)        | DNF-3                |
| 54                   | Raúl García Pierna (ESP)  | 3.                   |
| 55                   | Giosuè Epis (ITA)         | 47.                  |
| 56                   | Baptiste Gillet (FRA)     | DNF-3                |
| 57                   | Łukasz Owsian (POL)       | 25.                  |

| TotalEnergies TEN | TotalEnergies TEN     | TotalEnergies TEN |
| ----------------- | --------------------- | ----------------- |
| Nr.               | Rytter                | Placering         |
| 61                | Sandy Dujardin (FRA)  | 17.               |
| 62                | Valentin Ferron (FRA) | DNF-2             |
| 63                | Thomas Bonnet (FRA)   | DNF-2             |
| 64                | Alan Jousseaume (FRA) | DNF-3             |
| 65                | Lucas Boniface (FRA)  | 59.               |
| 66                | Fabien Grellier (FRA) | 42.               |
| 67                | Mattéo Vercher (FRA)  | 52.               |

| Van Rysel-Roubaix VRR | Van Rysel-Roubaix VRR  | Van Rysel-Roubaix VRR |
| --------------------- | ---------------------- | --------------------- |
| Nr.                   | Rytter                 | Placering             |
| 71                    | Jérémy Leveau (FRA)    | DNF-3                 |
| 72                    | Emmanuel Morin (FRA)   | 30.                   |
| 73                    | Samuel Leroux (FRA)    | DNF-1                 |
| 74                    | Célestin Guillon (FRA) | 24.                   |
| 75                    | Kenny Molly (BEL)      | 21.                   |
| 76                    | Kévin Avoine (FRA)     | 27.                   |

| Saint Michel-Mavic-Auber 93 AUB | Saint Michel-Mavic-Auber 93 AUB | Saint Michel-Mavic-Auber 93 AUB |
| ------------------------------- | ------------------------------- | ------------------------------- |
| Nr.                             | Rytter                          | Placering                       |
| 81                              | Jérémy Cabot (FRA)              | DNF-3                           |
| 82                              | Jérémy Lecroq (FRA)             | 35.                             |
| 83                              | Joris Delbove (FRA)             | 43.                             |
| 84                              | Alexandre Delettre (FRA)        | 23.                             |
| 85                              | Nicolas Breuillard (FRA)        | DNS-3                           |
| 86                              | Lucas Beneteau (FRA)            | DNS-3                           |
| 87                              | Romain Cardis (FRA)             | DNF-3                           |

| Nice Métropole Côte d'Azur NMC | Nice Métropole Côte d'Azur NMC | Nice Métropole Côte d'Azur NMC |
| ------------------------------ | ------------------------------ | ------------------------------ |
| Nr.                            | Rytter                         | Placering                      |
| 91                             | Jonathan Couanon (FRA)         | DNF-2                          |
| 92                             | Paul Hennequin (FRA)           | 38.                            |
| 93                             | Alexandre Léonien (FRA)        | 68.                            |
| 94                             | Melvin Crommelinck (FRA)       | 64.                            |
| 95                             | Axel Narbonne-Zuccarelli (FRA) | DNS-3                          |
| 96                             | Alexander Konijn (NED)         | 49.                            |

| Philippe Wagner-Bazin PWB | Philippe Wagner-Bazin PWB | Philippe Wagner-Bazin PWB |
| ------------------------- | ------------------------- | ------------------------- |
| Nr.                       | Rytter                    | Placering                 |
| 101                       | Pierre Barbier (FRA)      | DNF-2                     |
| 102                       | Rudy Barbier (FRA)        | DNF-2                     |
| 103                       | Quentin Bezza (FRA)       | DNS-3                     |
| 104                       | Jens Vandenbogaerde (BEL) | DNF-1                     |
| 106                       | Alexis Guérin (FRA)       | 44.                       |
| 107                       | Kasper Saver (BEL)        | 39.                       |

| Lidl-Trek LTK | Lidl-Trek LTK                                | Lidl-Trek LTK |
| ------------- | -------------------------------------------- | ------------- |
| Nr.           | Rytter                                       | Placering     |
| 111           | Mads Pedersen (DEN)                          | 1.            |
| 112           | Alex Kirsch (LUX) (landevej og enkeltstart)  | 5.            |
| 113           | Julien Bernard (FRA)                         | DNF-3         |
| 114           | Jakob Söderqvist (SWE)                       | 8.            |
| 115           | Tim Declercq (BEL)                           | 40.           |
| 116           | Ryan Gibbons (RSA) (landevej og enkeltstart) | DNS-3         |
| 117           | Otto Vergaerde (BEL)                         | 41.           |

| Israel-Premier Tech IPT | Israel-Premier Tech IPT | Israel-Premier Tech IPT |
| ----------------------- | ----------------------- | ----------------------- |
| Nr.                     | Rytter                  | Placering               |
| 121                     | Tom Van Asbroeck (BEL)  | 11.                     |
| 122                     | Hugo Hofstetter (FRA)   | 36.                     |
| 123                     | Riley Sheehan (USA)     | DNS-3                   |
| 124                     | Marco Frigo (ITA)       | DNS-3                   |
| 125                     | Riley Pickrell (CAN)    | DNS-3                   |
| 126                     | Nadav Raisberg (ISR)    | 60.                     |
| 127                     | Mason Hollyman (GBR)    | 53.                     |

| Team Corratec-Vini Fantini COR | Team Corratec-Vini Fantini COR | Team Corratec-Vini Fantini COR |
| ------------------------------ | ------------------------------ | ------------------------------ |
| Nr.                            | Rytter                         | Placering                      |
| 131                            | Andrij Ponomar (UKR)           | DNF-1                          |
| 132                            | Antoine Debons (SUI)           | DNF-3                          |
| 133                            | Valentin Darbellay (SUI)       | DNS-3                          |
| 134                            | Matteo Amella (ITA)            | DNF-3                          |
| 135                            | Jan Stöckli (SUI)              | DNS-3                          |
| 136                            | Alessandro Iacchi (ITA)        | 33.                            |
| 137                            | Etienne van Empel (NED)        | 26.                            |

| Project Echelon Racing PEC | Project Echelon Racing PEC | Project Echelon Racing PEC |
| -------------------------- | -------------------------- | -------------------------- |
| Nr.                        | Rytter                     | Placering                  |
| 141                        | Tyler Stites (USA)         | 15.                        |
| 142                        | Brendan Rhim (USA)         | 65.                        |
| 143                        | Hugo Scala (USA)           | 48.                        |
| 144                        | Richard Arnopol (USA)      | DNS-2                      |
| 145                        | Samuel Boardman (USA)      | 63.                        |
| 146                        | Scott McGill (USA)         | DNF-3                      |
| 147                        | Cade Bickmore (USA)        | 55.                        |

| Astana Qazaqstan Development Team AQD | Astana Qazaqstan Development Team AQD | Astana Qazaqstan Development Team AQD |
| ------------------------------------- | ------------------------------------- | ------------------------------------- |
| Nr.                                   | Rytter                                | Placering                             |
| 151                                   | Simone Zanini (ITA)                   | 56.                                   |
| 152                                   | Nil Aguilera (ESP)                    | 67.                                   |
| 153                                   | Jonas Reibsch (GER)                   | DNS-3                                 |
| 154                                   | Andrej Remkhe (KAZ)                   | 45.                                   |
| 155                                   | Rudolf Remkhi (KAZ)                   | 54.                                   |
| 156                                   | Ilkhan Dostiyev (KAZ)                 | 61.                                   |

| Beltrami TSA-Tre Colli BTC | Beltrami TSA-Tre Colli BTC | Beltrami TSA-Tre Colli BTC |
| -------------------------- | -------------------------- | -------------------------- |
| Nr.                        | Rytter                     | Placering                  |
| 161                        | Alex Raimondi (ITA)        | DNF-2                      |
| 162                        | Andrea Biancalani (ITA)    | 57.                        |
| 163                        | Gabriel Fede (ITA)         | DNF-3                      |
| 164                        | Simone Impellizzeri (ITA)  | DNF-3                      |
| 165                        | Nicola Rossi (ITA)         | DNF-3                      |
| 166                        | Michael Vanni (ITA)        | DNF-2                      |
| 167                        | Edoardo Burani (ITA)       | 66.                        |

| Decathlon-AG2R La Mondiale DAT | Decathlon-AG2R La Mondiale DAT | Decathlon-AG2R La Mondiale DAT |
| ------------------------------ | ------------------------------ | ------------------------------ |
| Nr.                            | Rytter                         | Placering                      |
| 1                              | Sam Bennett (IRL)              | 9.                             |
| 2                              | Bruno Armirail (FRA)           | DNS-3                          |
| 3                              | Nans Peters (FRA)              | 20.                            |
| 4                              | Dorian Godon (FRA)             | 19.                            |
| 5                              | Pierre Gautherat (FRA)         | 6.                             |
| 6                              | Larry Warbasse (USA)           | 18.                            |
| 7                              | Damien Touzé (FRA)             | 4.                             |

| Cofidis COF | Cofidis COF            | Cofidis COF |
| ----------- | ---------------------- | ----------- |
| Nr.         | Rytter                 | Placering   |
| 11          | Axel Zingle (FRA)      | 2.          |
| 12          | Thomas Champion (FRA)  | 32.         |
| 13          | Christophe Noppe (BEL) | 28.         |
| 14          | Oliver Knight (GBR)    | DNF-1       |
| 15          | Alexis Gougeard (FRA)  | 7.          |
| 16          | Harrison Wood (GBR)    | DNS-0       |
| 17          | Ludovic Robeet (BEL)   | DNF-3       |

| Groupama-FDJ GFC | Groupama-FDJ GFC        | Groupama-FDJ GFC |
| ---------------- | ----------------------- | ---------------- |
| Nr.              | Rytter                  | Placering        |
| 21               | Sven Erik Bystrøm (NOR) | 16.              |
| 22               | Rémy Rochas (FRA)       | DNF-3            |
| 23               | Samuel Watson (GBR)     | 10.              |
| 24               | Lorenzo Germani (ITA)   | 14.              |
| 25               | Eddy Le Huitouze (FRA)  | 29.              |
| 26               | Matthew Walls (GBR)     | 58.              |
| 27               | Lars van den Berg (NED) | 22.              |

| Bingoal WB BWB | Bingoal WB BWB             | Bingoal WB BWB |
| -------------- | -------------------------- | -------------- |
| Nr.            | Rytter                     | Placering      |
| 31             | Nathan Vandepitte (FRA)    | DNF-3          |
| 32             | Alexander Salby (DEN)      | 50.            |
| 33             | Jelle Vermoote (BEL)       | DNF-3          |
| 34             | Sébastien van Poppel (BEL) | DNF-1          |
| 35             | Tom Portsmouth (GBR)       | 62.            |
| 36             | Thibaut Bernard (BEL)      | 37.            |
| 37             | Luca De Meester (BEL)      | DNF-3          |

| CIC U Nantes Atlantique UCN | CIC U Nantes Atlantique UCN | CIC U Nantes Atlantique UCN |
| --------------------------- | --------------------------- | --------------------------- |
| Nr.                         | Rytter                      | Placering                   |
| 41                          | Artus Jaladeau (FRA)        | DNF-2                       |
| 42                          | Enzo Boulet (FRA)           | DNS-3                       |
| 43                          | Enzo Briand (FRA)           | DNF-3                       |
| 44                          | Antoine Hue (FRA)           | DNF-2                       |
| 45                          | Maël Guégan (FRA)           | 31.                         |
| 46                          | Robin Plamondon (CAN)       | 34.                         |
| 47                          | Jon Rye-Johnsen (NOR)       | 51.                         |

| Arkéa-B&B Hotels ARK | Arkéa-B&B Hotels ARK      | Arkéa-B&B Hotels ARK |
| -------------------- | ------------------------- | -------------------- |
| Nr.                  | Rytter                    | Placering            |
| 51                   | Clément Champoussin (FRA) | 13.                  |
| 52                   | Ewen Costiou (FRA)        | 12.                  |
| 53                   | David Dekker (NED)        | DNF-3                |
| 54                   | Raúl García Pierna (ESP)  | 3.                   |
| 55                   | Giosuè Epis (ITA)         | 47.                  |
| 56                   | Baptiste Gillet (FRA)     | DNF-3                |
| 57                   | Łukasz Owsian (POL)       | 25.                  |

| TotalEnergies TEN | TotalEnergies TEN     | TotalEnergies TEN |
| ----------------- | --------------------- | ----------------- |
| Nr.               | Rytter                | Placering         |
| 61                | Sandy Dujardin (FRA)  | 17.               |
| 62                | Valentin Ferron (FRA) | DNF-2             |
| 63                | Thomas Bonnet (FRA)   | DNF-2             |
| 64                | Alan Jousseaume (FRA) | DNF-3             |
| 65                | Lucas Boniface (FRA)  | 59.               |
| 66                | Fabien Grellier (FRA) | 42.               |
| 67                | Mattéo Vercher (FRA)  | 52.               |

| Van Rysel-Roubaix VRR | Van Rysel-Roubaix VRR  | Van Rysel-Roubaix VRR |
| --------------------- | ---------------------- | --------------------- |
| Nr.                   | Rytter                 | Placering             |
| 71                    | Jérémy Leveau (FRA)    | DNF-3                 |
| 72                    | Emmanuel Morin (FRA)   | 30.                   |
| 73                    | Samuel Leroux (FRA)    | DNF-1                 |
| 74                    | Célestin Guillon (FRA) | 24.                   |
| 75                    | Kenny Molly (BEL)      | 21.                   |
| 76                    | Kévin Avoine (FRA)     | 27.                   |

| Saint Michel-Mavic-Auber 93 AUB | Saint Michel-Mavic-Auber 93 AUB | Saint Michel-Mavic-Auber 93 AUB |
| ------------------------------- | ------------------------------- | ------------------------------- |
| Nr.                             | Rytter                          | Placering                       |
| 81                              | Jérémy Cabot (FRA)              | DNF-3                           |
| 82                              | Jérémy Lecroq (FRA)             | 35.                             |
| 83                              | Joris Delbove (FRA)             | 43.                             |
| 84                              | Alexandre Delettre (FRA)        | 23.                             |
| 85                              | Nicolas Breuillard (FRA)        | DNS-3                           |
| 86                              | Lucas Beneteau (FRA)            | DNS-3                           |
| 87                              | Romain Cardis (FRA)             | DNF-3                           |

| Nice Métropole Côte d'Azur NMC | Nice Métropole Côte d'Azur NMC | Nice Métropole Côte d'Azur NMC |
| ------------------------------ | ------------------------------ | ------------------------------ |
| Nr.                            | Rytter                         | Placering                      |
| 91                             | Jonathan Couanon (FRA)         | DNF-2                          |
| 92                             | Paul Hennequin (FRA)           | 38.                            |
| 93                             | Alexandre Léonien (FRA)        | 68.                            |
| 94                             | Melvin Crommelinck (FRA)       | 64.                            |
| 95                             | Axel Narbonne-Zuccarelli (FRA) | DNS-3                          |
| 96                             | Alexander Konijn (NED)         | 49.                            |

| Philippe Wagner-Bazin PWB | Philippe Wagner-Bazin PWB | Philippe Wagner-Bazin PWB |
| ------------------------- | ------------------------- | ------------------------- |
| Nr.                       | Rytter                    | Placering                 |
| 101                       | Pierre Barbier (FRA)      | DNF-2                     |
| 102                       | Rudy Barbier (FRA)        | DNF-2                     |
| 103                       | Quentin Bezza (FRA)       | DNS-3                     |
| 104                       | Jens Vandenbogaerde (BEL) | DNF-1                     |
| 106                       | Alexis Guérin (FRA)       | 44.                       |
| 107                       | Kasper Saver (BEL)        | 39.                       |

| Lidl-Trek LTK | Lidl-Trek LTK                                | Lidl-Trek LTK |
| ------------- | -------------------------------------------- | ------------- |
| Nr.           | Rytter                                       | Placering     |
| 111           | Mads Pedersen (DEN)                          | 1.            |
| 112           | Alex Kirsch (LUX) (landevej og enkeltstart)  | 5.            |
| 113           | Julien Bernard (FRA)                         | DNF-3         |
| 114           | Jakob Söderqvist (SWE)                       | 8.            |
| 115           | Tim Declercq (BEL)                           | 40.           |
| 116           | Ryan Gibbons (RSA) (landevej og enkeltstart) | DNS-3         |
| 117           | Otto Vergaerde (BEL)                         | 41.           |

| Israel-Premier Tech IPT | Israel-Premier Tech IPT | Israel-Premier Tech IPT |
| ----------------------- | ----------------------- | ----------------------- |
| Nr.                     | Rytter                  | Placering               |
| 121                     | Tom Van Asbroeck (BEL)  | 11.                     |
| 122                     | Hugo Hofstetter (FRA)   | 36.                     |
| 123                     | Riley Sheehan (USA)     | DNS-3                   |
| 124                     | Marco Frigo (ITA)       | DNS-3                   |
| 125                     | Riley Pickrell (CAN)    | DNS-3                   |
| 126                     | Nadav Raisberg (ISR)    | 60.                     |
| 127                     | Mason Hollyman (GBR)    | 53.                     |

| Team Corratec-Vini Fantini COR | Team Corratec-Vini Fantini COR | Team Corratec-Vini Fantini COR |
| ------------------------------ | ------------------------------ | ------------------------------ |
| Nr.                            | Rytter                         | Placering                      |
| 131                            | Andrij Ponomar (UKR)           | DNF-1                          |
| 132                            | Antoine Debons (SUI)           | DNF-3                          |
| 133                            | Valentin Darbellay (SUI)       | DNS-3                          |
| 134                            | Matteo Amella (ITA)            | DNF-3                          |
| 135                            | Jan Stöckli (SUI)              | DNS-3                          |
| 136                            | Alessandro Iacchi (ITA)        | 33.                            |
| 137                            | Etienne van Empel (NED)        | 26.                            |

| Project Echelon Racing PEC | Project Echelon Racing PEC | Project Echelon Racing PEC |
| -------------------------- | -------------------------- | -------------------------- |
| Nr.                        | Rytter                     | Placering                  |
| 141                        | Tyler Stites (USA)         | 15.                        |
| 142                        | Brendan Rhim (USA)         | 65.                        |
| 143                        | Hugo Scala (USA)           | 48.                        |
| 144                        | Richard Arnopol (USA)      | DNS-2                      |
| 145                        | Samuel Boardman (USA)      | 63.                        |
| 146                        | Scott McGill (USA)         | DNF-3                      |
| 147                        | Cade Bickmore (USA)        | 55.                        |

| Astana Qazaqstan Development Team AQD | Astana Qazaqstan Development Team AQD | Astana Qazaqstan Development Team AQD |
| ------------------------------------- | ------------------------------------- | ------------------------------------- |
| Nr.                                   | Rytter                                | Placering                             |
| 151                                   | Simone Zanini (ITA)                   | 56.                                   |
| 152                                   | Nil Aguilera (ESP)                    | 67.                                   |
| 153                                   | Jonas Reibsch (GER)                   | DNS-3                                 |
| 154                                   | Andrej Remkhe (KAZ)                   | 45.                                   |
| 155                                   | Rudolf Remkhi (KAZ)                   | 54.                                   |
| 156                                   | Ilkhan Dostiyev (KAZ)                 | 61.                                   |

| Beltrami TSA-Tre Colli BTC | Beltrami TSA-Tre Colli BTC | Beltrami TSA-Tre Colli BTC |
| -------------------------- | -------------------------- | -------------------------- |
| Nr.                        | Rytter                     | Placering                  |
| 161                        | Alex Raimondi (ITA)        | DNF-2                      |
| 162                        | Andrea Biancalani (ITA)    | 57.                        |
| 163                        | Gabriel Fede (ITA)         | DNF-3                      |
| 164                        | Simone Impellizzeri (ITA)  | DNF-3                      |
| 165                        | Nicola Rossi (ITA)         | DNF-3                      |
| 166                        | Michael Vanni (ITA)        | DNF-2                      |
| 167                        | Edoardo Burani (ITA)       | 66.                        |